# Csináljuk a fesztivált! (nyolcadik évad)
A Csináljuk a fesztivált! című zenés show-műsor nyolcadik (az MTVA számozása szerint második) évada 2022. december 3-án vette kezdetét a Dunán.
A műsorvezetők Fodor Imre és Rókusfalvy Lili voltak. A hat tagú zsűrit Balázs Andi, Balázs Klári, Feke Pál, Frenreisz Károly, Korda György és Nagy Bogi alkotta.
Az évad tíz részes volt, szombat esténként sugározta felvételről a Duna.

## A műsorról
A műsor nem épül semmilyen külföldi formátumra, teljesen saját ötlet alapján készült. A Csináljuk a fesztivált! rendezője Sófalvi Csaba, a vezető producer Medvegy Anikó, az operatőr Ancsics Csaba és Nagy Csaba, valamint a zenei producer Rakonczai Viktor.
A nyolcadik évadban a hat tagú zsűri 1 és 10 pont között értékeli az elhangzó dalokat, valamint a korosztályokra bontott stúdióközönség mobiltelefonos applikációval szavazhat. A zsűri pontjait összeadva, maximum 60 ponttal értékelheti a dalokat, és ehhez jön a közönség összesített pontszáma, ami szintén maximum 60 pont lehet. A műsorban olyan  ikonikus és legendás előadók is szerepelnek mint a Kossuth- és Liszt Ferenc-díjas Kovács Kati.
Az egyes válogatók egy-egy zenei korszak zenéit foglalják magukban. Az első válogatóban az aranykor dalait az 1950-es évekig bezárólag, a második válogatóban a beatkorszak zenéit az 1960-as és 1970-es évekből, a harmadik válogatóban bulislágereket az 1980-as évekből, a negyedik válogatóban, szilveszterkor a legjobb magyar popslágereket, míg az ötödik válogatóban az újhullám, vagyis az 1990-es és 2000-es évek magyar dalait dolgozzák fel a versenyzők. A harmadik és a negyedik válogató között egy karácsonyi különkiadással jelentkezett a műsor december 24-én este.

## A helyszín
A műsor helyszínéül a közmédia többi szórakoztató produkciójához hasonlóan az MTVA Kunigunda útjai székházának 600 m2-es egyes stúdiója szolgált, Budapesten.

## A műsorvezetők és a zsűritagok
A nyolcadik évadban a műsor házigazdái Fodor Imre és Rókusfalvy Lili voltak.
A szakmai zsűrit képviselte:
- Balázs Andi, színésznő
- Balázs Klári, Szenes Iván-díjas énekesnő
- Feke Pál, Junior Prima- és Artisjus-díjas magyar színész, énekes
- Frenreisz Károly, Kossuth-díjas rockzenész, a Metro, az LGT és a Skorpió zenekar tagja
- Korda György, Artisjus- és eMeRTon-díjas énekes
- Nagy Bogi, énekesnő, a 2019-es Eurovíziós Dalfesztivál magyar előválogatójának döntőse

## Adások

### Válogatók
Az MTVA az öt válogatót 2022. december 3-án, december 10-én, december 17-én, december 31-én és január 7-én tartotta. A hattagú zsűri közvetlenül a dalok elhangzása után pontozta az egyes dalokat 1-től 10-ig (maximum elérhető 60 pont). A műsor végén a zsűri pontjaihoz adták a közönség összesített pontszámát (maximum elérhető 60 pont). Ennek alapján az első hat helyen végző dal jutott tovább az elődöntőkbe. A műsort felvételről közvetítette a Duna.

#### Első válogató
| Első válogató – 2022. december 3. | Első válogató – 2022. december 3.      | Első válogató – 2022. december 3.                                          | Első válogató – 2022. december 3. | Első válogató – 2022. december 3. | Első válogató – 2022. december 3. | Első válogató – 2022. december 3. | Első válogató – 2022. december 3. | Első válogató – 2022. december 3. | Első válogató – 2022. december 3. | Első válogató – 2022. december 3. |
| #                                 | Előadó                                 | Dal (zene / szöveg)                                                        | Pontozás                          | Pontozás                          | Pontozás                          | Pontozás                          | Pontozás                          | Pontozás                          | Pontozás                          | Pontozás                          |
| #                                 | Előadó                                 | Dal (zene / szöveg)                                                        | Korda György                      | Balázs Klári                      | Frenreisz Károly                  | Feke Pál                          | Balázs Andi                       | Nagy Bogi                         | Közönség                          | Σ                                 |
| --------------------------------- | -------------------------------------- | -------------------------------------------------------------------------- | --------------------------------- | --------------------------------- | --------------------------------- | --------------------------------- | --------------------------------- | --------------------------------- | --------------------------------- | --------------------------------- |
| 01                                | Péterffy Lili és Brasch Bence          | Éjjel az Omnibusz tetején (Zerkovitz Béla / Szilágyi László)               | 8                                 | 8                                 | 9                                 | 8                                 | 8                                 | 9                                 | 48                                | 98                                |
| 02                                | Szulák Andrea                          | Rejtély (Fényes Szabolcs / Bacsó Péter)                                    | 9                                 | 9                                 | 9                                 | 9                                 | 9                                 | 9                                 | 51                                | 105                               |
| 03                                | Csorba Lóci                            | Stux, maga vérbeli párizsi lett (Márkus Alfréd / Harmath Imre)             | 10                                | 10                                | 9                                 | 9                                 | 10                                | 8                                 | 51                                | 107                               |
| 04                                | Csézy                                  | Csak a szépre emlékezem (Hajdu Júlia / Halász Rudolf)                      | 8                                 | 9                                 | 8                                 | 7                                 | 8                                 | 8                                 | 44                                | 92                                |
| 05                                | Bánovits Vivianne és Trap Kapitány     | Oda vagyok magáért (Fényes Szabolcs / Mihály István)                       | 9                                 | 10                                | 9                                 | 9                                 | 9                                 | 9                                 | 44                                | 99                                |
| 06                                | Homonnay Zsolt                         | Jaj, cica (Kálmán Imre / Gábor Andor)                                      | 10                                | 10                                | 10                                | 10                                | 10                                | 10                                | 56                                | 116                               |
| 07                                | Füredi Nikolett és Szentmártoni Norman | Egy csók és más semmi (Eisemann Mihály / Békeffi István)                   | 9                                 | 9                                 | 9                                 | 8                                 | 9                                 | 9                                 | 49                                | 102                               |
| 08                                | Nyári Aliz és Bokor Barna              | Kicsike vigyázzon... (Ábrahám Pál / Harmath Imre, fordította: Heltai Jenő) | 9                                 | 9                                 | 9                                 | 8                                 | 8                                 | 8                                 | 47                                | 98                                |
| 09                                | Sasvári Sándor                         | Minden asszony életében (Vértes László / Szenes Iván)                      | 10                                | 9                                 | 9                                 | 9                                 | 9                                 | 9                                 | 48                                | 103                               |
| 10                                | Vida Péter                             | A bankban nincsen betétem (Márkus Alfréd / Békeffi István, Vadnay László)  | 9                                 | 9                                 | 8                                 | 9                                 | 10                                | 10                                | 50                                | 105                               |

#### Második válogató
| Második válogató – 2022. december 10. | Második válogató – 2022. december 10. | Második válogató – 2022. december 10.                         | Második válogató – 2022. december 10. | Második válogató – 2022. december 10. | Második válogató – 2022. december 10. | Második válogató – 2022. december 10. | Második válogató – 2022. december 10. | Második válogató – 2022. december 10. | Második válogató – 2022. december 10. | Második válogató – 2022. december 10. |
| #                                     | Előadó                                | Dal (zene / szöveg)                                           | Pontozás                              | Pontozás                              | Pontozás                              | Pontozás                              | Pontozás                              | Pontozás                              | Pontozás                              | Pontozás                              |
| #                                     | Előadó                                | Dal (zene / szöveg)                                           | Korda György                          | Balázs Klári                          | Frenreisz Károly                      | Feke Pál                              | Balázs Andi                           | Nagy Bogi                             | Közönség                              | Σ                                     |
| ------------------------------------- | ------------------------------------- | ------------------------------------------------------------- | ------------------------------------- | ------------------------------------- | ------------------------------------- | ------------------------------------- | ------------------------------------- | ------------------------------------- | ------------------------------------- | ------------------------------------- |
| 01                                    | Oláh Ibolya                           | Zene nélkül mit érek én (Máté Péter / S. Nagy István)         | 10                                    | 10                                    | 10                                    | 10                                    | 10                                    | 10                                    | 56                                    | 116                                   |
| 02                                    | Szekeres Adrien                       | Kell, hogy várj! (Pásztor László / S. Nagy István)            | 9                                     | 9                                     | 9                                     | 9                                     | 9                                     | 9                                     | 53                                    | 107                                   |
| 03                                    | Vastag Tamás                          | Az utcán (Szörényi Levente / Bródy János)                     | 9                                     | 9                                     | 10                                    | 10                                    | 9                                     | 9                                     | 54                                    | 110                                   |
| 04                                    | Agárdi Szilvia                        | Úgy szeretném meghálálni (Gábor S. Pál / Szenes Iván)         | 10                                    | 10                                    | 9                                     | 10                                    | 10                                    | 10                                    | 58                                    | 117                                   |
| 05                                    | Patocska Olivér                       | Állj meg kislány (Heilig Gábor / Ihász Gábor)                 | 9                                     | 9                                     | 9                                     | 9                                     | 9                                     | 9                                     | 51                                    | 105                                   |
| 06                                    | Szabó Ádám                            | Petróleum lámpa (Presser Gábor / Adamis Anna)                 | 9                                     | 8                                     | 8                                     | 8                                     | 8                                     | 8                                     | 42                                    | 91                                    |
| 07                                    | Bereczki Zoltán                       | A rádió (Szól a rádió) (Presser Gábor / Sztevanovity Dusán)   | 10                                    | 9                                     | 9                                     | 9                                     | 9                                     | 9                                     | 57                                    | 112                                   |
| 08                                    | Farkasházi Réka                       | Valahol egy lány (Illés Lajos / Bródy János)                  | 9                                     | 9                                     | 9                                     | 9                                     | 9                                     | 9                                     | 51                                    | 105                                   |
| 09                                    | Gubik Petra                           | Kicsi, gyere velem rózsát szedni (Gábor S. Pál / Szenes Iván) | 10                                    | 10                                    | 10                                    | 10                                    | 10                                    | 10                                    | 59                                    | 119                                   |
| 10                                    | Ya Ou                                 | Csak egy tánc volt (Vadas Tamás / Varga Kálmán)               | 9                                     | 9                                     | 9                                     | 9                                     | 10                                    | 9                                     | 54                                    | 109                                   |

#### Harmadik válogató
| Harmadik válogató – 2022. december 17. | Harmadik válogató – 2022. december 17. | Harmadik válogató – 2022. december 17.                                                    | Harmadik válogató – 2022. december 17. | Harmadik válogató – 2022. december 17. | Harmadik válogató – 2022. december 17. | Harmadik válogató – 2022. december 17. | Harmadik válogató – 2022. december 17. | Harmadik válogató – 2022. december 17. | Harmadik válogató – 2022. december 17. | Harmadik válogató – 2022. december 17. |
| #                                      | Előadó                                 | Dal (zene / szöveg)                                                                       | Pontozás                               | Pontozás                               | Pontozás                               | Pontozás                               | Pontozás                               | Pontozás                               | Pontozás                               | Pontozás                               |
| #                                      | Előadó                                 | Dal (zene / szöveg)                                                                       | Korda György                           | Balázs Klári                           | Frenreisz Károly                       | Feke Pál                               | Balázs Andi                            | Nagy Bogi                              | Közönség                               | Σ                                      |
| -------------------------------------- | -------------------------------------- | ----------------------------------------------------------------------------------------- | -------------------------------------- | -------------------------------------- | -------------------------------------- | -------------------------------------- | -------------------------------------- | -------------------------------------- | -------------------------------------- | -------------------------------------- |
| 01                                     | Fehérvári Gábor Alfréd                 | Gyere őrült (Gömöry Zsolt, Csillag Endre, Mirkovics Gábor, Pataky Attila / Pataky Attila) | 10                                     | 9                                      | 10                                     | 9                                      | 10                                     | 10                                     | 52                                     | 110                                    |
| 02                                     | Pesák Ádám                             | Álmodj királylány (Menyhárt János / Miklós Tibor)                                         | 10                                     | 10                                     | 10                                     | 9                                      | 10                                     | 10                                     | 49                                     | 108                                    |
| 03                                     | Kállay-Saunders András                 | Bombázó (Szikora Róbert / Král Gábor)                                                     | 10                                     | 10                                     | 10                                     | 9                                      | 9                                      | 9                                      | 50                                     | 107                                    |
| 04                                     | Molnár Tamás                           | Mielőtt elmegyek (Németh Alajos / D. Nagy Lajos, Nagy Feró)                               | 9                                      | 9                                      | 9                                      | 9                                      | 9                                      | 10                                     | 52                                     | 107                                    |
| 05                                     | Bocskor Bíborka                        | Requiem (Szigeti Ferenc / Szigeti Ferenc)                                                 | 9                                      | 9                                      | 9                                      | 8                                      | 9                                      | 9                                      | 46                                     | 99                                     |
| 06                                     | Poór Péter                             | Trabant (Tabár István / Vilmányi Gábor)                                                   | 10                                     | 10                                     | 10                                     | 10                                     | 10                                     | 10                                     | 53                                     | 113                                    |
| 07                                     | Baricz Gergő                           | Várj, míg felkel majd a nap (Lerch István / Demjén Ferenc)                                | 10                                     | 10                                     | 10                                     | 10                                     | 10                                     | 10                                     | 53                                     | 113                                    |
| 08                                     | Lola                                   | Szerelemre születtem (S. Brosi, Jávor / N. Tony)                                          | 9                                      | 9                                      | 9                                      | 8                                      | 9                                      | 9                                      | 47                                     | 100                                    |
| 09                                     | Kovács Kati                            | Homok a szélben (Balázs Fecó / Horváth Attila)                                            | 10                                     | 10                                     | 10                                     | 10                                     | 10                                     | 10                                     | 54                                     | 114                                    |
| 10                                     | Palcsó Tamás                           | Afrika (KFT)                                                                              | 9                                      | 9                                      | 9                                      | 8                                      | 9                                      | 9                                      | 49                                     | 102                                    |

#### Karácsonyi különkiadás
| Karácsonyi különkiadás – 2022. december 24. | Karácsonyi különkiadás – 2022. december 24. | Karácsonyi különkiadás – 2022. december 24.                         |    |                            |                                                 |
| #                                           | Előadó                                      | Dal (zene / szöveg)                                                 |    |                            |                                                 |
| ------------------------------------------- | ------------------------------------------- | ------------------------------------------------------------------- | -- | -------------------------- | ----------------------------------------------- |
| #                                           | Előadó                                      | Dal (zene / szöveg)                                                 | 01 | Polyák Lilla és Janza Kata | A szürke patás (Rakonczai Viktor / Orbán Tamás) |
| 02                                          | Kökény Attila                               | Ajándék (Horváth Attila / Som Lajos)                                |    |                            |                                                 |
| 03                                          | Vágó Bernadett és Miller Zoltán             | Karácsonyi képeslap (Dolly Roll)                                    |    |                            |                                                 |
| 04                                          | Hevesi Tamás                                | Ünnep (Fortuna László / Pataky Attila)                              |    |                            |                                                 |
| 05                                          | Singh Viki                                  | Legyen ünnep (Demjén Ferenc)                                        |    |                            |                                                 |
| 06                                          | Wolf Kati és Pál Dénes                      | Ha elmúlik karácsony (Pásztor László, Jakab György / Hatvani Emese) |    |                            |                                                 |
| 07                                          | Peter Šrámek                                | A szeretet ünnepén (Tóth János István)                              |    |                            |                                                 |
| 08                                          | Heincz Gábor                                | Régi mese (Sebestyén Áron, Heilig Tamás / Nagy Kristóf)             |    |                            |                                                 |
| 09                                          | Gájer Bálint és Baranyai Dániel             | Fehér karácsony (Dobrády Ákos / Várszegi Ákos)                      |    |                            |                                                 |
| 10                                          | Rudán Joe, Vadkerti Imre és Varga Miklós    | Betlehemi királyok (Tolcsvay László / József Attila)                |    |                            |                                                 |
| 11                                          | Keresztes Ildikó                            | Jégszív (Lerch István / Demjén Ferenc)                              |    |                            |                                                 |
| 12                                          | Miklósa Erika és Dolhai Attila              | Karácsonyi álom (Balázs Ádám / Zöldi Gergely)                       |    |                            |                                                 |

#### Negyedik válogató
Rókusfalvy Lili mellett a műsor másik házigazdája Rátonyi Kriszta volt.
| Negyedik válogató (Szilveszter) – 2022. december 31. | Negyedik válogató (Szilveszter) – 2022. december 31. | Negyedik válogató (Szilveszter) – 2022. december 31.            | Negyedik válogató (Szilveszter) – 2022. december 31. | Negyedik válogató (Szilveszter) – 2022. december 31. | Negyedik válogató (Szilveszter) – 2022. december 31. | Negyedik válogató (Szilveszter) – 2022. december 31. | Negyedik válogató (Szilveszter) – 2022. december 31. | Negyedik válogató (Szilveszter) – 2022. december 31. | Negyedik válogató (Szilveszter) – 2022. december 31. | Negyedik válogató (Szilveszter) – 2022. december 31. |
| #                                                    | Előadó                                               | Dal (zene / szöveg)                                             | Pontozás                                             | Pontozás                                             | Pontozás                                             | Pontozás                                             | Pontozás                                             | Pontozás                                             | Pontozás                                             | Pontozás                                             |
| #                                                    | Előadó                                               | Dal (zene / szöveg)                                             | Korda György                                         | Balázs Klári                                         | Frenreisz Károly                                     | Feke Pál                                             | Balázs Andi                                          | Nagy Bogi                                            | Közönség                                             | Σ                                                    |
| ---------------------------------------------------- | ---------------------------------------------------- | --------------------------------------------------------------- | ---------------------------------------------------- | ---------------------------------------------------- | ---------------------------------------------------- | ---------------------------------------------------- | ---------------------------------------------------- | ---------------------------------------------------- | ---------------------------------------------------- | ---------------------------------------------------- |
| 01                                                   | Vastag Csaba                                         | Micsoda buli (Fekete Gyula / Fenyő Miklós)                      | 10                                                   | 10                                                   | 10                                                   | 10                                                   | 10                                                   | 10                                                   | 55                                                   | 115                                                  |
| 02                                                   | Varga Feri & Balássy Betty                           | Szóljon hangosan az ének (Soltész Rezső / S. Nagy István)       | 10                                                   | 10                                                   | 10                                                   | 10                                                   | 10                                                   | 9                                                    | 51                                                   | 110                                                  |
| 03                                                   | Szandi és Kirchknopf Gergő                           | Gyere, te nímand (Zerkovitz Béla / Szilágyi László)             | 10                                                   | 10                                                   | 10                                                   | 9                                                    | 10                                                   | 9                                                    | 53                                                   | 111                                                  |
| 04                                                   | Arany Timi                                           | Én mellettem elaludni nem lehet (Polgár Tibor / Darvas Szilárd) | 9                                                    | 8                                                    | 9                                                    | 8                                                    | 9                                                    | 9                                                    | 48                                                   | 100                                                  |
| 05                                                   | Veréb Tamás                                          | Szerelemvonat (Menyhárt János / Demjén Ferenc)                  | 9                                                    | 9                                                    | 9                                                    | 9                                                    | 9                                                    | 9                                                    | 54                                                   | 108                                                  |
| 06                                                   | Bangó Margit és a Swing á la Django                  | Aranyeső (tradicionális cigánydal)                              | 10                                                   | 10                                                   | 10                                                   | 10                                                   | 10                                                   | 10                                                   | 57                                                   | 117                                                  |
| 07                                                   | Bebe                                                 | Eladó, kiadó most a szívem (Németh Gábor / Neményi Tamás)       | 9                                                    | 9                                                    | 9                                                    | 8                                                    | 8                                                    | 8                                                    | 47                                                   | 98                                                   |
| 08                                                   | Muri Enikő és Nika                                   | Különös szilveszter (Várkonyi Mátyás / Miklós Tibor)            | 10                                                   | 10                                                   | 10                                                   | 10                                                   | 10                                                   | 10                                                   | 55                                                   | 115                                                  |
| 09                                                   | Sári Évi és Kocsis Dénes                             | Húzzad csak kivilágos virradatig (Kálmán Imre / Bakonyi Károly) | 10                                                   | 10                                                   | 10                                                   | 10                                                   | 10                                                   | 10                                                   | 55                                                   | 115                                                  |
| 10                                                   | Kovácsovics Fruzsina                                 | Tölcsért csinálok a kezemből (Frenreisz Károly / Szenes Iván)   | 10                                                   | 10                                                   | 10                                                   | 10                                                   | 10                                                   | 10                                                   | 53                                                   | 113                                                  |

Extra produkciók:
- Csocsesz – Halljátok, cigányok (Burka Sándor / Babusa Miklós)
- Kalapács József – Reptér (Máté Péter / S. Nagy István)

#### Ötödik válogató
Rókusfalvy Lili mellett a műsor másik házigazdája Rátonyi Kriszta volt.
| Ötödik válogató – 2023. január 7. | Ötödik válogató – 2023. január 7. | Ötödik válogató – 2023. január 7.                    | Ötödik válogató – 2023. január 7. | Ötödik válogató – 2023. január 7. | Ötödik válogató – 2023. január 7. | Ötödik válogató – 2023. január 7. | Ötödik válogató – 2023. január 7. | Ötödik válogató – 2023. január 7. | Ötödik válogató – 2023. január 7. | Ötödik válogató – 2023. január 7. |
| #                                 | Előadó                            | Dal (zene / szöveg)                                  | Pontozás                          | Pontozás                          | Pontozás                          | Pontozás                          | Pontozás                          | Pontozás                          | Pontozás                          | Pontozás                          |
| #                                 | Előadó                            | Dal (zene / szöveg)                                  | Korda György                      | Balázs Klári                      | Frenreisz Károly                  | Feke Pál                          | Balázs Andi                       | Nagy Bogi                         | Közönség                          | Σ                                 |
| --------------------------------- | --------------------------------- | ---------------------------------------------------- | --------------------------------- | --------------------------------- | --------------------------------- | --------------------------------- | --------------------------------- | --------------------------------- | --------------------------------- | --------------------------------- |
| 01                                | Király Viktor                     | Jég dupla whiskyvel (Lerch István / Horváth Attila)  | 10                                | 10                                | 10                                | 10                                | 10                                | 10                                | 56                                | 116                               |
| 02                                | Rácz Gergő és Orsovai Reni        | Egyedül (Benda Gergely / Zubornyák Zoltán)           | 9                                 | 9                                 | 9                                 | 8                                 | 8                                 | 8                                 | 46                                | 97                                |
| 03                                | Gubás Gabi                        | Olyan, mint te (Kiss Gábor / Szabó Ágnes)            | 9                                 | 9                                 | 9                                 | 9                                 | 9                                 | 9                                 | 47                                | 101                               |
| 04                                | Krisz Rudi                        | Bolond, aki sír (Dobrády Ákos)                       | 10                                | 10                                | 10                                | 10                                | 10                                | 10                                | 53                                | 113                               |
| 05                                | Malek Andrea                      | Mama (Valla Attila / Berkes Gábor)                   | 10                                | 10                                | 10                                | 10                                | 10                                | 10                                | 57                                | 117                               |
| 06                                | Zoltán Erika és Kovács Antal      | Vágyom rád (Harmath Szabolcs / Orbán Tamás)          | 10                                | 10                                | 10                                | 10                                | 10                                | 10                                | 52                                | 112                               |
| 07                                | Sándor Péter                      | Fényév távolság (Presser Gábor / Sztevanovity Dusán) | 10                                | 10                                | 10                                | 10                                | 10                                | 10                                | 59                                | 119                               |
| 08                                | Kiss Enikő és Nádor Dávid         | Két utazó (Kasza Tibor / Miklós Tibor)               | 9                                 | 8                                 | 9                                 | 8                                 | 8                                 | 9                                 | 48                                | 99                                |
| 09                                | Csepregi Éva                      | Szerelem (Madarász Gábor / Rúzsa Magdi)              | 9                                 | 9                                 | 9                                 | 9                                 | 9                                 | 9                                 | 48                                | 102                               |
| 10                                | Vincze Lilla és Pély Barna        | Nélküled (Leczó Szilveszter / Nyerges Attila)        | 10                                | 10                                | 10                                | 10                                | 10                                | 10                                | 56                                | 116                               |

### Középdöntők
Az MTVA a három középdöntőt 2023. január 14-én, január 21-én és január 28-án tartotta. A hattagú zsűri közvetlenül a dalok elhangzása után pontozta az egyes dalokat 1-től 10-ig (maximum elérhető 60 pont). A műsor végén a zsűri pontjaihoz adták a közönség összesített pontszámát (maximum elérhető 60 pont). Ennek alapján az első három helyen végző dal jutott tovább a döntőbe. A műsort felvételről közvetítette a Duna.

#### Első középdöntő
Rókusfalvy Lili mellett a műsor másik házigazdája Forró Bence volt.
| Első középdöntő – 2023. január 14. | Első középdöntő – 2023. január 14. | Első középdöntő – 2023. január 14.                                        | Első középdöntő – 2023. január 14. | Első középdöntő – 2023. január 14. | Első középdöntő – 2023. január 14. | Első középdöntő – 2023. január 14. | Első középdöntő – 2023. január 14. | Első középdöntő – 2023. január 14. | Első középdöntő – 2023. január 14. | Első középdöntő – 2023. január 14. |
| #                                  | Előadó                             | Dal (zene / szöveg)                                                       | Pontozás                           | Pontozás                           | Pontozás                           | Pontozás                           | Pontozás                           | Pontozás                           | Pontozás                           | Pontozás                           |
| #                                  | Előadó                             | Dal (zene / szöveg)                                                       | Korda György                       | Balázs Klári                       | Frenreisz Károly                   | Feke Pál                           | Balázs Andi                        | Nagy Bogi                          | Közönség                           | Σ                                  |
| ---------------------------------- | ---------------------------------- | ------------------------------------------------------------------------- | ---------------------------------- | ---------------------------------- | ---------------------------------- | ---------------------------------- | ---------------------------------- | ---------------------------------- | ---------------------------------- | ---------------------------------- |
| 01                                 | Vida Péter                         | A bankban nincsen betétem (Márkus Alfréd / Békeffi István, Vadnay László) | 9                                  | 9                                  | 8                                  | 8                                  | 8                                  | 9                                  | N/A                                | 51                                 |
| 02                                 | Malek Andrea                       | Mama (Valla Attila / Berkes Gábor)                                        | 9                                  | 9                                  | 8                                  | 9                                  | 9                                  | 9                                  | N/A                                | 53                                 |
| 03                                 | Krisz Rudi                         | Bolond, aki sír (Dobrády Ákos)                                            | 10                                 | 10                                 | 9                                  | 9                                  | 10                                 | 9                                  | N/A                                | 57                                 |
| 04                                 | Baricz Gergő                       | Várj, míg felkel majd a nap (Lerch István / Demjén Ferenc)                | 10                                 | 10                                 | 10                                 | 10                                 | 10                                 | 10                                 | 58                                 | 118                                |
| 05                                 | Ya Ou                              | Csak egy tánc volt (Vadas Tamás / Varga Kálmán)                           | 9                                  | 9                                  | 9                                  | 9                                  | 9                                  | 9                                  | N/A                                | 54                                 |
| 06                                 | Agárdi Szilvia                     | Úgy szeretném meghálálni (Gábor S. Pál / Szenes Iván)                     | 10                                 | 10                                 | 10                                 | 10                                 | 10                                 | 10                                 | 59                                 | 119                                |
| 07                                 | Vastag Tamás                       | Az utcán (Szörényi Levente / Bródy János)                                 | 10                                 | 10                                 | 10                                 | 10                                 | 10                                 | 10                                 | N/A                                | 60                                 |
| 08                                 | Szulák Andrea                      | Rejtély (Fényes Szabolcs / Bacsó Péter)                                   | 9                                  | 9                                  | 9                                  | 9                                  | 9                                  | 9                                  | N/A                                | 54                                 |
| 09                                 | Szandi és Kirchknopf Gergő         | Gyere, te nímand (Zerkovitz Béla / Szilágyi László)                       | 10                                 | 10                                 | 9                                  | 10                                 | 10                                 | 10                                 | 53                                 | 112                                |
| 10                                 | Zoltán Erika és Kovács Antal       | Vágyom rád (Harmath Szabolcs / Orbán Tamás)                               | 9                                  | 9                                  | 9                                  | 9                                  | 9                                  | 9                                  | N/A                                | 54                                 |

#### Második középdöntő
| Második középdöntő – 2023. január 21. | Második középdöntő – 2023. január 21.  | Második középdöntő – 2023. január 21.                    | Második középdöntő – 2023. január 21. | Második középdöntő – 2023. január 21. | Második középdöntő – 2023. január 21. | Második középdöntő – 2023. január 21. | Második középdöntő – 2023. január 21. | Második középdöntő – 2023. január 21. | Második középdöntő – 2023. január 21. | Második középdöntő – 2023. január 21. |
| #                                     | Előadó                                 | Dal (zene / szöveg)                                      | Pontozás                              | Pontozás                              | Pontozás                              | Pontozás                              | Pontozás                              | Pontozás                              | Pontozás                              | Pontozás                              |
| #                                     | Előadó                                 | Dal (zene / szöveg)                                      | Korda György                          | Balázs Klári                          | Frenreisz Károly                      | Feke Pál                              | Balázs Andi                           | Nagy Bogi                             | Közönség                              | Σ                                     |
| ------------------------------------- | -------------------------------------- | -------------------------------------------------------- | ------------------------------------- | ------------------------------------- | ------------------------------------- | ------------------------------------- | ------------------------------------- | ------------------------------------- | ------------------------------------- | ------------------------------------- |
| 01                                    | Bangó Margit és a Swing á la Django    | Aranyeső (tradicionális cigánydal)                       | 10                                    | 10                                    | 10                                    | 10                                    | 10                                    | 10                                    | 60                                    | 115                                   |
| 02                                    | Füredi Nikolett és Szentmártoni Norman | Egy csók és más semmi (Eisemann Mihály / Békeffi István) | 9                                     | 8                                     | 8                                     | 8                                     | 8                                     | 8                                     | N/A                                   | 49                                    |
| 03                                    | Kállay-Saunders András                 | Bombázó (Szikora Róbert / Král Gábor)                    | 9                                     | 9                                     | 9                                     | 8                                     | 8                                     | 9                                     | N/A                                   | 52                                    |
| 04                                    | Poór Péter                             | Trabant (Tabár István / Vilmányi Gábor)                  | 9                                     | 8                                     | 8                                     | 7                                     | 8                                     | 8                                     | N/A                                   | 48                                    |
| 05                                    | Vincze Lilla és Pély Barna             | Nélküled (Leczó Szilveszter / Nyerges Attila)            | 10                                    | 10                                    | 10                                    | 10                                    | 10                                    | 10                                    | N/A                                   | 60                                    |
| 06                                    | Oláh Ibolya                            | Zene nélkül mit érek én (Máté Péter / S. Nagy István)    | 10                                    | 10                                    | 10                                    | 9                                     | 9                                     | 9                                     | N/A                                   | 57                                    |
| 07                                    | Sándor Péter                           | Fényév távolság (Presser Gábor / Sztevanovity Dusán)     | 9                                     | 9                                     | 9                                     | 10                                    | 10                                    | 10                                    | 58                                    | 115                                   |
| 08                                    | Sasvári Sándor                         | Minden asszony életében (Vértes László / Szenes Iván)    | 9                                     | 9                                     | 9                                     | 8                                     | 9                                     | 8                                     | N/A                                   | 52                                    |
| 09                                    | Király Viktor                          | Jég dupla whiskyvel (Lerch István / Horváth Attila)      | 10                                    | 10                                    | 10                                    | 9                                     | 9                                     | 10                                    | N/A                                   | 58                                    |
| 10                                    | Kovács Kati                            | Homok a szélben (Balázs Fecó / Horváth Attila)           | 10                                    | 10                                    | 10                                    | 10                                    | 10                                    | 10                                    | 60                                    | 114                                   |

#### Harmadik középdöntő
| Harmadik középdöntő – 2023. január 28. | Harmadik középdöntő – 2023. január 28.   | Harmadik középdöntő – 2023. január 28.                                                    | Harmadik középdöntő – 2023. január 28. | Harmadik középdöntő – 2023. január 28. | Harmadik középdöntő – 2023. január 28. | Harmadik középdöntő – 2023. január 28. | Harmadik középdöntő – 2023. január 28. | Harmadik középdöntő – 2023. január 28. | Harmadik középdöntő – 2023. január 28. | Harmadik középdöntő – 2023. január 28. |
| #                                      | Előadó                                   | Dal (zene / szöveg)                                                                       | Pontozás                               | Pontozás                               | Pontozás                               | Pontozás                               | Pontozás                               | Pontozás                               | Pontozás                               | Pontozás                               |
| #                                      | Előadó                                   | Dal (zene / szöveg)                                                                       | Korda György                           | Balázs Klári                           | Frenreisz Károly                       | Feke Pál                               | Balázs Andi                            | Nagy Bogi                              | Közönség                               | Σ                                      |
| -------------------------------------- | ---------------------------------------- | ----------------------------------------------------------------------------------------- | -------------------------------------- | -------------------------------------- | -------------------------------------- | -------------------------------------- | -------------------------------------- | -------------------------------------- | -------------------------------------- | -------------------------------------- |
| 01                                     | Dancs Annamari, Sári Évi és Kocsis Dénes | Húzzad csak kivilágos virradatig (Kálmán Imre / Bakonyi Károly)                           | 10                                     | 10                                     | 9                                      | 9                                      | 9                                      | 9                                      | N/A                                    | 56                                     |
| 02                                     | Bereczki Zoltán                          | A rádió (Szól a rádió) (Presser Gábor / Sztevanovity Dusán)                               | 9                                      | 9                                      | 8                                      | 8                                      | 8                                      | 8                                      | N/A                                    | 50                                     |
| 03                                     | Muri Enikő és Nika                       | Különös szilveszter (Várkonyi Mátyás / Miklós Tibor)                                      | 10                                     | 10                                     | 10                                     | 10                                     | 10                                     | 10                                     | 52                                     | 112                                    |
| 04                                     | Gubik Petra                              | Kicsi, gyere velem rózsát szedni (Gábor S. Pál / Szenes Iván)                             | 10                                     | 10                                     | 10                                     | 10                                     | 10                                     | 10                                     | 56                                     | 116                                    |
| 05                                     | Vastag Csaba                             | Micsoda buli (Fekete Gyula / Fenyő Miklós)                                                | 10                                     | 10                                     | 10                                     | 10                                     | 10                                     | 10                                     | 57                                     | 117                                    |
| 06                                     | Csorba Lóci                              | Stux, maga vérbeli párizsi lett (Márkus Alfréd / Harmath Imre)                            | 9                                      | 9                                      | 9                                      | 9                                      | 10                                     | 9                                      | N/A                                    | 55                                     |
| 07                                     | Pesák Ádám                               | Álmodj királylány (Menyhárt János / Miklós Tibor)                                         | 9                                      | 10                                     | 9                                      | 8                                      | 10                                     | 9                                      | N/A                                    | 57                                     |
| 08                                     | Fehérvári Gábor Alfréd                   | Gyere őrült (Gömöry Zsolt, Csillag Endre, Mirkovics Gábor, Pataky Attila / Pataky Attila) | 10                                     | 10                                     | 10                                     | 9                                      | 9                                      | 9                                      | N/A                                    | 57                                     |
| 09                                     | Kovácsovics Fruzsina                     | Tölcsért csinálok a kezemből (Frenreisz Károly / Szenes Iván)                             | 10                                     | 10                                     | 9                                      | 9                                      | 9                                      | 9                                      | N/A                                    | 56                                     |
| 10                                     | Homonnay Zsolt                           | Jaj, cica (Kálmán Imre / Gábor Andor)                                                     | 10                                     | 10                                     | 9                                      | 10                                     | 10                                     | 9                                      | N/A                                    | 58                                     |

### Döntő
Az MTVA a döntőt 2023. február 4-én tartotta. Először a stúdióközönség pontjait jelentették be az összes dal elhangzása után. A zsűri a dalok elhangzása után csak szóban értékelte a produkciókat. Az összes dal elhangzása után rangsorolta a produkciókat a zsűri. Az első helyezett 10 pontot kapott, a második 8-at, a harmadik 6-ot, míg a negyedik 4 pontot. Ennek alapján az első helyen végző dal lett a Csináljuk a fesztivált! nyolcadik évadának a győztese. A műsort felvételről közvetítette a Duna.
| Döntő – 2023. február 4. | Döntő – 2023. február 4.            | Döntő – 2023. február 4.                                      | Döntő – 2023. február 4. | Döntő – 2023. február 4. | Döntő – 2023. február 4. | Döntő – 2023. február 4. | Döntő – 2023. február 4. | Döntő – 2023. február 4. | Döntő – 2023. február 4. | Döntő – 2023. február 4. | Döntő – 2023. február 4. |
| #                        | Előadó                              | Dal (zene / szöveg)                                           | Pontozás                 | Pontozás                 | Pontozás                 | Pontozás                 | Pontozás                 | Pontozás                 | Pontozás                 | Pontozás                 | Helyezés                 |
| #                        | Előadó                              | Dal (zene / szöveg)                                           | Korda György             | Balázs Klári             | Frenreisz Károly         | Feke Pál                 | Balázs Andi              | Nagy Bogi                | Közönség                 | Σ                        | Helyezés                 |
| ------------------------ | ----------------------------------- | ------------------------------------------------------------- | ------------------------ | ------------------------ | ------------------------ | ------------------------ | ------------------------ | ------------------------ | ------------------------ | ------------------------ | ------------------------ |
| 01                       | Kovács Kati                         | Homok a szélben (Balázs Fecó / Horváth Attila)                | 6                        |                          |                          | 4                        |                          |                          | 50                       | 60                       | 5.                       |
| 02                       | Muri Enikő és Nika                  | Különös szilveszter (Várkonyi Mátyás / Miklós Tibor)          |                          |                          |                          |                          |                          |                          | 49                       | 49                       | 9.                       |
| 03                       | Baricz Gergő                        | Várj, míg felkel majd a nap (Lerch István / Demjén Ferenc)    |                          | 6                        | 10                       |                          |                          | 4                        | 53                       | 73                       | 4.                       |
| 04                       | Szandi és Kirchknopf Gergő          | Gyere, te nímand (Zerkovitz Béla / Szilágyi László)           |                          |                          |                          |                          |                          |                          | 51                       | 51                       | 8.                       |
| 05                       | Agárdi Szilvia                      | Úgy szeretném meghálálni (Gábor S. Pál / Szenes Iván)         | 10                       | 8                        | 6                        | 10                       | 10                       | 6                        | 57                       | 107                      | 1.                       |
| 06                       | Vastag Csaba                        | Micsoda buli (Fekete Gyula / Fenyő Miklós)                    |                          |                          | 4                        |                          |                          |                          | 53                       | 57                       | 7.                       |
| 07                       | Sándor Péter                        | Fényév távolság (Presser Gábor / Sztevanovity Dusán)          |                          | 4                        |                          | 6                        | 8                        | 8                        | 57                       | 83                       | 3.                       |
| 08                       | Bangó Margit és a Swing á la Django | Aranyeső (tradicionális cigánydal)                            | 4                        |                          |                          |                          | 4                        |                          | 51                       | 59                       | 6.                       |
| 09                       | Gubik Petra                         | Kicsi, gyere velem rózsát szedni (Gábor S. Pál / Szenes Iván) | 8                        | 10                       | 8                        | 8                        | 6                        | 10                       | 55                       | 105                      | 2.                       |

## Nézettség
Jelmagyarázat
     – A Csináljuk a fesztivált! legmagasabb nézettsége
     – A Csináljuk a fesztivált! legalacsonyabb nézettsége
| Adás                            | Sugárzás                          | Duna                 | Duna                 | Duna                 | Duna                | Duna                | Duna                | Forrás |
| Adás                            | Sugárzás                          | Teljes lakosság (4+) | Teljes lakosság (4+) | Teljes lakosság (4+) | Célközönség (18–59) | Célközönség (18–59) | Célközönség (18–59) | Forrás |
| Adás                            | Sugárzás                          | AMR                  | Arány (SHR%)         | Heti helyezés        | AMR                 | Arány (SHR%)        | Heti helyezés       | Forrás |
| ------------------------------- | --------------------------------- | -------------------- | -------------------- | -------------------- | ------------------- | ------------------- | ------------------- | ------ |
| Első válogató                   | 2022. december 3. szombat, 19:35  | 379 705              | 9,2                  | 15.                  |                     |                     | 30+                 | [ 1 ]  |
| Második válogató                | 2022. december 10. szombat, 19:35 | 395 559              | 9,1                  | 16.                  |                     |                     | 30+                 | [ 2 ]  |
| Harmadik válogató               | 2022. december 17. szombat, 19:35 | 472 100              | 11,3                 | 11.                  | 101 484             | 4,8                 | 25.                 | [ 3 ]  |
| Karácsonyi különkiadás          | 2022. december 24. szombat, 19:55 | 393 010              | 9,4                  | 15.                  | 112 224             | 5,0                 | 28.                 | [ 4 ]  |
| Negyedik válogató (Szilveszter) | 2022. december 31. szombat, 21:35 | 565 164              | 14,9                 | 7.                   | 146 061             | 7,5                 | 26.                 | [ 5 ]  |
| Ötödik válogató                 | 2023. január 7. szombat, 19:35    | 487 838              | 11,4                 | 10.                  |                     |                     | 30+                 | [ 6 ]  |
| Első középdöntő                 | 2023. január 14. szombat, 19:35   | 533 065              | 12,6                 | 10.                  | 117 405             | 5,4                 | 19.                 | [ 7 ]  |
| Második középdöntő              | 2023. január 21. szombat, 19:55   | 511 413              | 12,0                 | 10.                  | 103 382             | 4,8                 | 26.                 | [ 8 ]  |
| Harmadik középdöntő             | 2023. január 28. szombat, 19:35   | 513 961              | 12,0                 | 12.                  | 119 036             | 5,5                 | 19.                 | [ 9 ]  |
| Döntő                           | 2023. február 4. szombat, 19:35   | 633 438              | 14,8                 | 5.                   | 143 339             | 6,5                 | 18.                 | [ 10 ] |